# Seznam ultraprominentních vrcholů v západní Asii
Toto je seznam ultraprominentních vrcholů v (jiho)západní Asii. Ultraprominentní vrchol je vrchol s topografickou prominencí nad 1500 m.
V této oblasti se nachází 99 ultraprominentních hor, nejvíc  na území Íránu (54), Turecka (23) a Ruska (8).
| #  | Vrchol                | Země                 | Výška  | Promi- nence | Klíč. sedlo | Oblast                |
| -- | --------------------- | -------------------- | ------ | ------------ | ----------- | --------------------- |
| 01 | Elbrus                | Rusko                | 5642 m | 4741 m       | 0901 m      | Kavkaz                |
| 02 | Damávand              | Írán                 | 5610 m | 4667 m       | 0943 m      | Írán - Alborz         |
| 03 | Ararat                | Turecko              | 5137 m | 3611 m       | 1526 m      | Turecko               |
| 04 | Nabí Šu'ajb           | Jemen                | 3666 m | 3326 m       | 0340 m      | Saravát               |
| 05 | Sabalan               | Írán                 | 4811 m | 3283 m       | 1528 m      | Írán - Alborz         |
| 06 | Taftan Volcano        | Írán                 | 3941 m | 2901 m       | 1040 m      | Írán - Východní       |
| 07 | Džabal aš-Šám         | Omán                 | 3019 m | 2899 m       | 0120 m      | Al-Hadžar             |
| 08 | Hazaran               | Írán                 | 4500 m | 2741 m       | 1759 m      | Írán - Zagros         |
| 09 | Dena                  | Írán                 | 4409 m | 2604 m       | 1805 m      | Írán - Zagros         |
| 10 | Uludoruk              | Turecko              | 4136 m | 2483 m       | 1653 m      | Turecko               |
| 11 | Bazardüzü             | Rusko/ Ázerbájdžán   | 4466 m | 2454 m       | 2012 m      | Kavkaz                |
| 12 | Erciyes Dağı          | Turecko              | 3917 m | 2419 m       | 1498 m      | Turecko               |
| 13 | Bazman                | Írán                 | 3503 m | 2400 m       | 1103 m      | Írán - Východní       |
| 14 | Kurnat as-Saudá       | Libanon              | 3087 m | 2392 m       | 0695 m      | Libanon a Antilibanon |
| 15 | Kazbek                | Rusko/ Gruzie        | 5034 m | 2353 m       | 2681 m      | Kavkaz                |
| 16 | Demirkazek Tepe       | Turecko              | 3756 m | 2336 m       | 1420 m      | Turecko               |
| 17 | Kaçkar Dağı           | Turecko              | 3932 m | 2272 m       | 1660 m      | Turecko               |
| 18 | Shir Kuh              | Írán                 | 4050 m | 2271 m       | 1779 m      | Írán - Zagros         |
| 19 | Süphan Dağı           | Turecko              | 4058 m | 2189 m       | 1869 m      | Turecko               |
| 20 | Tebulosmta            | Rusko/ Gruzie        | 4493 m | 2145 m       | 2348 m      | Kavkaz                |
| 21 | Aragac                | Arménie              | 4090 m | 2143 m       | 1947 m      | Kavkaz                |
| 22 | Kuh-e Shab            | Írán                 | 2681 m | 2100 m       | 0581 m      | Írán - Zagros         |
| 23 | Zard Kuh              | Írán                 | 4200 m | 2095 m       | 2105 m      | Írán - Zagros         |
| 24 | Kuh-e Fareghan        | Írán                 | 3240 m | 2082 m       | 1158 m      | Írán - Zagros         |
| 25 | Medetsiz Tepe         | Turecko              | 3524 m | 2058 m       | 1466 m      | Turecko               |
| 26 | Kuh-e Genu            | Írán                 | 2350 m | 2035 m       | 0315 m      | Írán - Zagros         |
| 27 | Dychtau               | Rusko                | 5205 m | 2002 m       | 3203 m      | Kavkaz                |
| 28 | Oshtoran Kuh          | Írán                 | 4139 m | 1986 m       | 2153 m      | Írán - Zagros         |
| 29 | Kuh-e Palvar          | Írán                 | 4229 m | 1970 m       | 2259 m      | Írán - Zagros         |
| 30 | Kuh-e Nay Band        | Írán                 | 2960 m | 1968 m       | 0992 m      | Írán - Zagros         |
| 31 | Khvoshkuh             | Írán                 | 2650 m | 1967 m       | 0683 m      | Írán - Zagros         |
| 32 | Bey Dağları           | Turecko              | 3070 m | 1966 m       | 1104 m      | Turecko               |
| 33 | Olympos               | Kypr                 | 1952 m | 1952 m       | 0000 m      | Kypr                  |
| 34 | Kuh-e Hami            | Írán                 | 3190 m | 1944 m       | 1246 m      | Írán - Zagros         |
| 35 | Hasan Dağı            | Turecko              | 3268 m | 1922 m       | 1346 m      | Turecko               |
| 36 | Kuh-e Shahvar         | Írán                 | 3890 m | 1881 m       | 2009 m      | Írán - Alborz         |
| 37 | Kuh-e Siah Khvani     | Írán                 | 3314 m | 1870 m       | 1444 m      | Írán - Alborz         |
| 38 | Djultydag             | Rusko                | 4127 m | 1834 m       | 2293 m      | Kavkaz                |
| 39 | Kuh-e Parau           | Írán                 | 3360 m | 1833 m       | 1527 m      | Írán - Zagros         |
| 40 | NB pohoří Eshdeger    | Írán                 | 2920 m | 1830 m       | 1103 m      | Írán - Východní       |
| 41 | Alam Kuh              | Írán                 | 4805 m | 1827 m       | 2978 m      | Írán - Alborz         |
| 42 | Sahand                | Írán                 | 3707 m | 1826 m       | 1881 m      | Írán - Alborz         |
| 43 | Kaputadžuch           | Arménie/ Ázerbájdžán | 3905 m | 1820 m       | 2085 m      | Kavkaz                |
| 44 | Addala Šukgelmezr     | Rusko                | 4152 m | 1812 m       | 2340 m      | Kavkaz                |
| 45 | Mor Dağı              | Turecko              | 3800 m | 1805 m       | 1995 m      | Turecko               |
| 46 | Hermon                | Libanon / Sýrie      | 2814 m | 1804 m       | 1010 m      | Libanon a Antilibanon |
| 47 | Garrin Mountain       | Írán                 | 3630 m | 1780 m       | 1850 m      | Írán - Zagros         |
| 48 | Šoani                 | Rusko/ Gruzie        | 4451 m | 1775 m       | 2676 m      | Kavkaz                |
| 49 | Babadağ               | Turecko              | 1969 m | 1763 m       | 0206 m      | Turecko               |
| 50 | Kuhha-ye Hezar Masjed | Írán                 | 3120 m | 1760 m       | 1360 m      | Írán - Alborz         |
| 51 | Kuh-e Khabr           | Írán                 | 3856 m | 1758 m       | 2098 m      | Írán - Zagros         |
| 52 | Kuhe Haji Ebrahim     | Írán / Irák          | 3587 m | 1747 m       | 1840 m      | Írán - Zagros         |
| 53 | Kuh-e Kharanaq        | Írán                 | 3150 m | 1732 m       | 1418 m      | Írán - Zagros         |
| 54 | Samdi Dağ             | Turecko              | 3811 m | 1729 m       | 2082 m      | Turecko               |
| 55 | Džebel al-Harim       | Omán                 | 2087 m | 1727 m       | 0360 m      | Al-Hadžar             |
| 56 | Džebel Kaur           | Omán                 | 2730 m | 1718 m       | 1012 m      | Al-Hadžar             |
| 57 | Kuh-e Shahu           | Írán                 | 3350 m | 1714 m       | 1636 m      | Írán - Zagros         |
| 58 | Kuh-e Gar             | Írán                 | 2950 m | 1710 m       | 1240 m      | Írán - Alborz         |
| 59 | Džebel Jar            | Saúdská Arábie       | 2300 m | 1709 m       | 0591 m      | Arabská vysočina      |
| 60 | Kuh-e Karkas          | Írán                 | 3870 m | 1698 m       | 2172 m      | Írán - Zagros         |
| 61 | Kuh-e Mafarun         | Írán                 | 3480 m | 1688 m       | 1792 m      | Írán - Zagros         |
| 62 | Mila Kuh              | Írán                 | 2888 m | 1686 m       | 1202 m      | Írán - Východní       |
| 63 | Kuh-e Takht           | Írán                 | 2975 m | 1675 m       | 1300 m      | Írán - Zagros         |
| 64 | Uyluk Tepe            | Turecko              | 3016 m | 1664 m       | 1352 m      | Turecko               |
| 65 | Dedegol Tepesi        | Turecko              | 2980 m | 1657 m       | 1323 m      | Turecko               |
| 66 | Kuh-e Mirza 'Arab     | Írán                 | 2887 m | 1657 m       | 1230 m      | Írán - Východní       |
| 67 | Alvand                | Írán                 | 3570 m | 1654 m       | 1916 m      | Írán - Zagros         |
| 68 | Džebel Rajma          | Jemen                | 2920 m | 1635 m       | 1285 m      | Arabská vysočina      |
| 69 | Kuh-e Bagh-e Bala     | Írán                 | 3775 m | 1635 m       | 2140 m      | Írán - Zagros         |
| 70 | Kuh-e Aq Dagh         | Írán                 | 3321 m | 1625 m       | 1696 m      | Írán - Alborz         |
| 71 | Džebel al-Lauz        | Saúdská Arábie       | 2580 m | 1622 m       | 0958 m      | Arabská vysočina      |
| 72 | Kuh-e Hezar Darreh    | Írán                 | 3880 m | 1620 m       | 2260 m      | Írán - Zagros         |
| 73 | Kuh-e Rag             | Írán                 | 3661 m | 1609 m       | 2052 m      | Írán - Zagros         |
| 74 | Kuh-e Namak           | Írán                 | 2846 m | 1601 m       | 1245 m      | Írán - Zagros         |
| 75 | Džebel Chadar         | Omán                 | 2200 m | 1600 m       | 0600 m      | Al-Hadžar             |
| 76 | Kuh-e Jupar           | Írán                 | 4150 m | 1597 m       | 2553 m      | Írán - Zagros         |
| 77 | Kuh-e Mohammadabad    | Írán                 | 3592 m | 1585 m       | 2007 m      | Írán - Zagros         |
| 78 | Boz Dağ               | Turecko              | 2156 m | 1579 m       | 0577 m      | Turecko               |
| 79 | Cheekha Dar           | Írán / Irák          | 3611 m | 1575 m       | 2036 m      | Írán - Zagros         |
| 80 | Barla Dağı            | Turecko              | 2800 m | 1574 m       | 1226 m      | Turecko               |
| 81 | Kuh-e Ja'in           | Írán                 | 2980 m | 1572 m       | 1408 m      | Írán - Zagros         |
| 82 | Kuh-e Bul             | Írán                 | 3943 m | 1563 m       | 2380 m      | Írán - Zagros         |
| 83 | Kesis Dağı            | Turecko              | 3546 m | 1559 m       | 1987 m      | Turecko               |
| 84 | Kuh-e Gereh           | Írán                 | 3990 m | 1557 m       | 2433 m      | Írán - Zagros         |
| 85 | Davraz Tepe           | Turecko              | 2635 m | 1553 m       | 1082 m      | Turecko               |
| 86 | Killi Tepe            | Turecko              | 3075 m | 1547 m       | 1528 m      | Turecko               |
| 87 | Ilgaz Dağları         | Turecko              | 2587 m | 1544 m       | 1043 m      | Turecko               |
| 88 | Geyik Dağları         | Turecko              | 2877 m | 1543 m       | 1334 m      | Turecko               |
| 89 | Kuh-e Denband         | Írán                 | 2777 m | 1539 m       | 1238 m      | Írán - Zagros         |
| 90 | Geli Kuh              | Írán                 | 2995 m | 1534 m       | 1461 m      | Írán - Východní       |
| 91 | Kuh-e Par-e Lavar     | Írán                 | 2209 m | 1530 m       | 0679 m      | Írán - Zagros         |
| 92 | Kuh-e Menar           | Írán                 | 3750 m | 1510 m       | 2240 m      | Írán - Zagros         |
| 93 | Kuh-e Raziyeh         | Írán                 | 3120 m | 1510 m       | 1610 m      | Írán - Zagros         |
| 94 | Kuh-e Nozva           | Írán                 | 3730 m | 1510 m       | 2220 m      | Írán - Alborz         |
| 95 | Akbaba Tepesi         | Turecko              | 3457 m | 1509 m       | 1948 m      | Turecko               |
| 96 | Kuh-e Patu            | Írán                 | 3070 m | 1509 m       | 1561 m      | Írán - Alborz         |
| 97 | Hadžhir               | Jemen (Sokotra)      | 1505 m | 1505 m       | 0000 m      | Adenský záliv         |
| 98 | Uludağ                | Turecko              | 2543 m | 1504 m       | 1039 m      | Turecko               |
| 99 | Kiyamaki Dagh         | Írán                 | 3358 m | 1500 m       | 1858 m      | Írán - Alborz         |